# مسجد نيوجيه

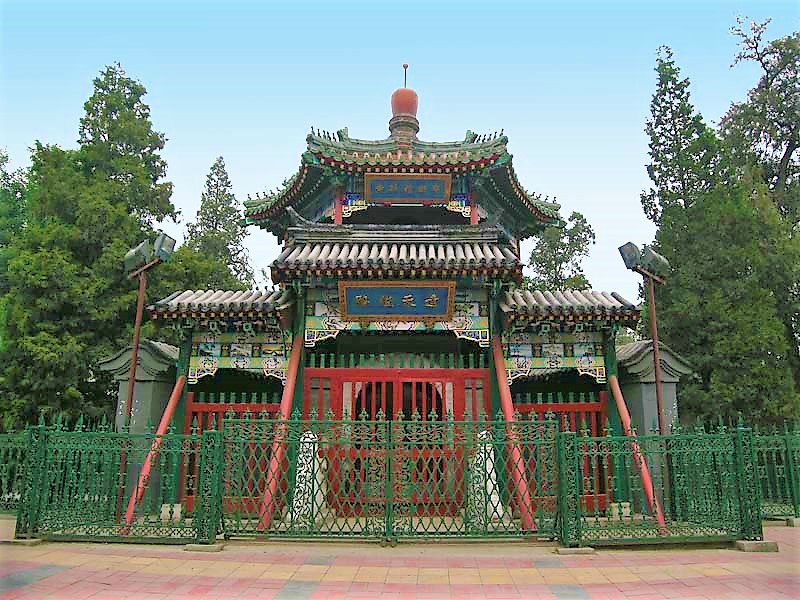
البوابة الرئيسية

مسجد نيوجيه (بالصينية 牛街礼拜寺) ومعناه مسجد شارع البقر ذلك أن المسلمين كانوا متفردين بذبح البقر عكس بقية جيرانهم من الصينيين الذين كانوا يذبحون الخنازير. يعتبر نيوجيرسي من أهم مناطق بكين التي تتركز فيها طقوس الذبح الإسلامية، وقد اشتق الشارع اسمه لكونه ظل مكانًا لتجارة الأبقار –وهي التجارة التي سيطر عليها المسلمون لقرون من الزمن- في بكين.
مسجد نيوجيه من أقدم المساجد في شمالي الصين. وقد بني سنة 996م حسب ما جاء في تاريخ قانغشانغ. تم بناء المسجد على يد الشيخ نصر الدين (Shāihǎi Nàsūlǔdìng-筛海纳苏鲁丁)  بن الشيخ قوام الدين (Shāihǎi Géwamòdìng-筛海革哇默定)، وجاء نصر الدين مع والده إلى مدينة بكين واستقرا بها عام 349ھ /960م. كان نصر الدين -وفقًا للمصادر الصينية- أحد البحارة العرب الذين قدموا للصين في منتصف القرن 4ھ /10م، ويُذكر أنه كان عالمًا وشيخًا وداعية، كما شغل منصبًا رسميًا في بلاط أسرة لياو (304-519ھ /916-1125م). كان للشيخ العربي قوام الدين (Shāihǎi Géwamòdìng-筛海革哇默定者) ثلاثة أبناء: نصر الدين، وسعد الدين، وسند الدين. جدير بالذكر أن كل ابن من أبناء قوام الدين ينسب إليه بناء مسجد بمدينة بكين:  فينسب إلى نصر الدين (Nàsùlǔdìng-那速鲁定) بناء مسجد نيوجيه (موضوع الدراسة)، وينسب إلى سعد الدين (Sāādōudìng -撒阿都定) بناء مسجد بالضاحية الشرقية، وللأسف لا توجد أي أثار لهذا المسجد، أما الابن الثالث سند الدين (Sǎnàdìng-撒那定) فيُنسب إليه بناء مسجد دونغسي ببكين. وتفيدنا المدونات التاريخية أن أحد العرب، ويدعى الشيخ قوام الدين، قد جاء من بلده إلى الصين. وكان معه ثلاثة أولاد: ابنه البكر صدر الدين، وابنه الثاني ناصر الدين، وابنه الثالث سعد الدين، وكلهم أذكياء وأكفاء فوق العادة. وكان من طبيعتهم أن عاشوا عيشة الاعتكاف، فلم يستسيغوا أبدا الوظائف التي منحهم إياها البلاط الإمبراطوري. ولذلك فقد أنعم على كل منهم بلقب إمام المسلمين حين استوطنوا الصين. أما صدر الدين فقد غادر مقره إلى أماكن أخرى لنشر الإسلام ولم يرجع. وقام سعد الدين ببناء مسجد في دونغقوه، الناحية الشرقية من بكين، كما قام ناصر الدين ببناء مسجد في ضاحية بكين الجنوبية (أي ناحية نيوجيه اليوم) بأمر من الإمبراطور. وهذا المسجد الأخير هو مسجد نيوجيه اليوم. من الجدير بالذكر أن المسجد كان من المسجد الرسمية الأربعة للأسرة مينغ. يتبع المسجد التخطيط الصيني التقليدي ذو الأفنية المعروف باسم سي خو يوان.
وقد كان مسجد نيوجيه صغير الحجم في بادئ الأمر، ثم أصبح على الصورة التي نراها اليوم بعد توسيع بنائه مرارا في عهد أسرتي مينغ وتشينغ (1368-1911م). وفي سنة 1474م أطلق الإمبراطور عليه اسم لي باي سي الذي يعني (دار الصلاة)، وتلقى منحة مالية لتوسيعه وترميمه من قبل الإمبراطور تشانغ هوا في العام ذاته. ولما تم ترميمه سنة 1696م على حساب البلاط الإمبراطوري منح لوحا مكتوبا عليه «دار الصلاة الإمبراطورية».
شهد مسجد نيوجيه كذلك كثيرًا من الإصلاحات خلال عصر الإمبراطور هونغ تشي (Hóngzhì-弘治) (892-911ھ /1487-1505م) لأسرة مينغ؛ إذ تم بناء البرجان التذكاريان والمئذنة. كما يحتفظ المسجد بلوحات ونقوش تذكارية توثق عديد من الإصلاحات التي تمت بالمسجد ومنها لوحات ترجع للسنة الحادية والأربعون لعصر الإمبراطور وانلي (Wànlì-万历) (980-1029ھ /1572-1620م) عام 1022ھ/1613م، وأخرى لعام 1054ھ /1644م خلال السنة السابعة عشرة لعصر آخر أباطرة أسرة مينغ الإمبراطور تشونغ تشن (Chóngzhēn-崇祯) (1037-1054ھ / 1627-1644م). حظي المسجد أيضًا بمجموعة من الإصلاحات المتوالية خلال عصر أسرة تشينغ، وذلك خلال السنة الخامسة والثلاثين لفترة حكم الإمبراطور كانغشي

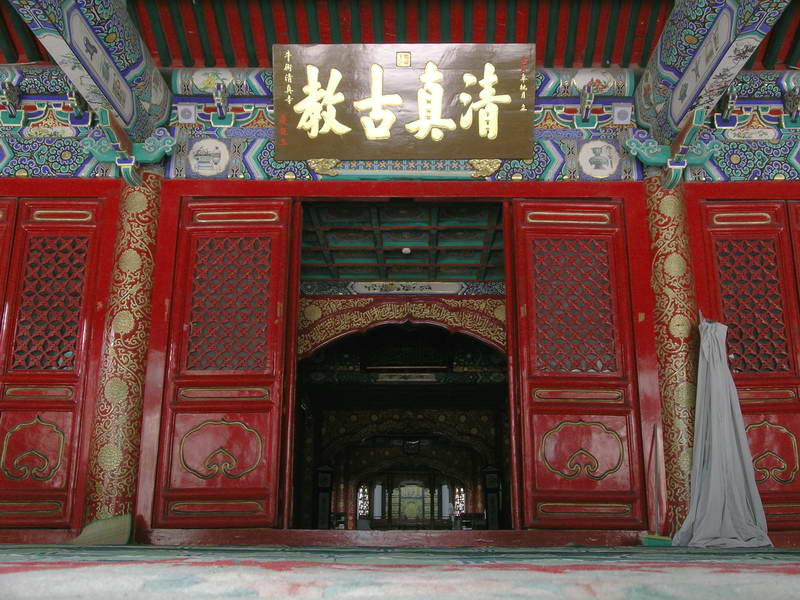
القاعة الرئيسية

تبلغ مساحة هذا المسجد حوالي 6000 متر مربع. ومع أن مبانيه لا تختلف عن العمارة الكلاسيكية الصينية شكلا وتوزيعا إلا أنها مميزة بالزخارف الإسلامية الطراز. أما بيت الصلاة في المسجد فيواجه الشرق، وتخطيطه متقاطع وهو يشكل مع القاعة المقابلة لها وجناحي المسجد الجنوبي والشمالي مساحة مربعة مثالية (أي دار تحيط بها المباني من الجهات الأربع وتتوسطها ساحة رحبة). وأما بوابة المسجد، فهي مفتوحة إلى الغرب، وأمامها حاجز من الطوب كبير، ووراءها برج لمشاهدة الهلال، سداسي الأضلاع مزدوج الأفاريز. وأمام قاعة الصلاة اثنتان من المقصورات الصخرية، تنتصب إحداهما في الجنوب والأخرى في الشمال. وتبدو مباني المسجد منسجمة متناسقة ومحكمة. فهي مجموعة كاملة من المباني الرائعة.

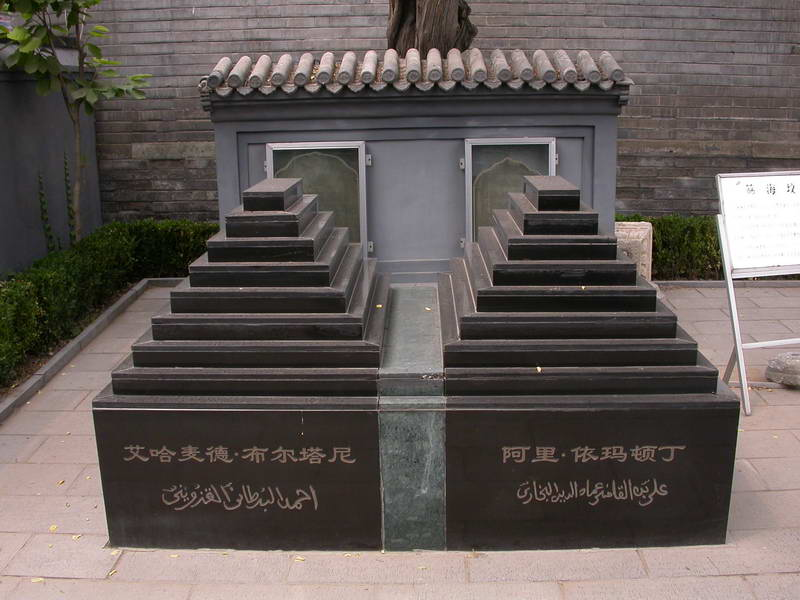
أضرحة لشيخين عربيين داخل مسجد نيوجيه (عصر أسرة يوان)

تتكون قاعة الصلاة من ثلاثة مبان متراصة طولاً، وخمسة فسح عرضا. وهي تغطي مساحة قدرها أكثر من ستمئة متر مربع، وتتسع لقرابة ألف مصلي في آن واحد. ولو ألقيت نظرة على القاعة من الخارج، لوجدتها مبنى كلاسيكيا صينيا نموذجيا بما تتميز به من الأفاريز المرفوعة والتركيبات الخشبية الزاهية الألوان، غير أن زخارفها الداخلية إسلامية الطراز تماما. ومحارب قاعة الصلاة مسقوف بمقصورة مسدسة الأضلاع مخروطية الشكل مميزة بالسقف الدائري الملون من عهد أسرة سونغ (960-1279م). وعلى جدرانها الجنوبية والشمالية نوافذ منقوشة بالكتابات العربية. وفي قاعة الصلاة ثماني عشرة دعامة وواحد وعشرون عقدا. وتظهر على عتبات العقود العليا نقوش من الآيات القرآنية والتسابيح الإلهية والمدائح النبوية. وعلى جنبات الدعامات القرمزية اللون نقوش لزهور مموهة بالذهب، مما يشكل مع الثريات المعلقة في القاعة منظرا فريدا من نوعه. وكان لهذه القاعة عيب متمثل في الحرارة الخانقة التي يعاني منها المصلون صيفا والبرد القارص شتاء لشدة قدمها، ولكن هذا العيب قد تم تفاديه بعد تزويدها بأجهزة التهوية منذ سنوات. ولو ذهبت إلى الركن الجنوبي الشرقي من المسجد لألفيت نفسك أما مرقدين للشيخ أحمد البرتاني المتوفي سنة 1280م والشيخ عماد الدين المتوفى سنة 1283م، وهما من علماء الإسلام العرب الذين جاءوا إلى الصين لنشر الإسلام. وتنتصب بجوار هذين الضريحين شاهدتان منقوشتان بكتابات عربية واضحة الخطوط حتى يومنا هذا. وهما في نظر المسلمين المحليين من روائع الآثار الإسلامية.
ومن ضمن محفوظات المسجد لوح منقوش عليه أمر أعلنه الإمبراطور كانغشي سنة 1694م بخصوص المسلمين. إذ قيل أنه لما وجد الحاقدين على الإسلام المسجد مضاء بالأنوار المتألقة في ليالي رمضان، وشي بالمسلمين إلى الإمبراطور بدافع التقرب أليه، وزعم قائلا: «أن المسلمين يجتمعون ليلا، ويتفرقون نهار، فيبدو أنهم يستعدون للتمرد». فتوجه الإمبراطور في بزة مدنية إلى المسجد خفية للتحقق من الأمر. ولكن تبين له أن كل ما ورد في وعظ الإمام هو من التعليمات الإسلامية الداعية إلى الخير والناهية عن الشر، فما لبث أن أصدر أمرا جاء فيه: «ليكن في علم جميع المقاطعات أنه إذا افترى أحد الموظفين أو الرعايا على المسلمين بالتمرد، متذرعا بذريعة تافهة، فلا بد من معاقبته معاقبة شديدة قبل استشارة القيادة العليا. وليتمسك المسلمون بالإسلام دون السماح لهم بمخالفة أمري هذا.»
وبعد تأسيس جمهورية الصين الشعبية سنة 1949م خصصت الحكومة مبلغا لترميم مسجد نيوجيه ترميماً شاملاً. ولكنه عانى من التخريبات الخطيرة في هوس «الثورة الثقافية»، كما أغلقت أبوابه أكثر من عشر سنوات. وفي سنة 1979 أعيد ترميمه على نطاق واسع. وعبر أكثر من سنة من الإصلاحات الدقيقة تجددت ملامح هذا المسجد العريق كما كان عليه سابقا.

## معرض صور

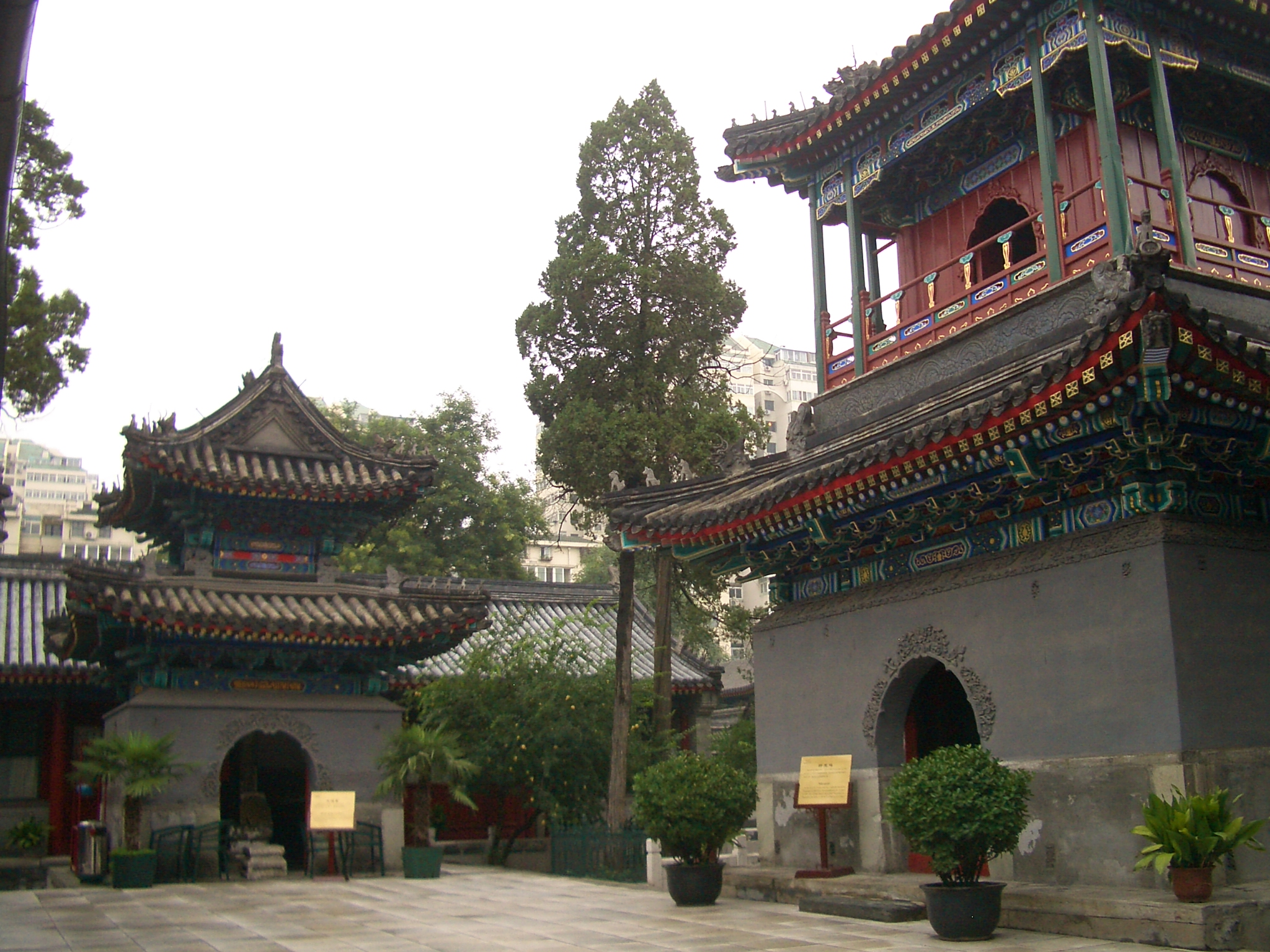
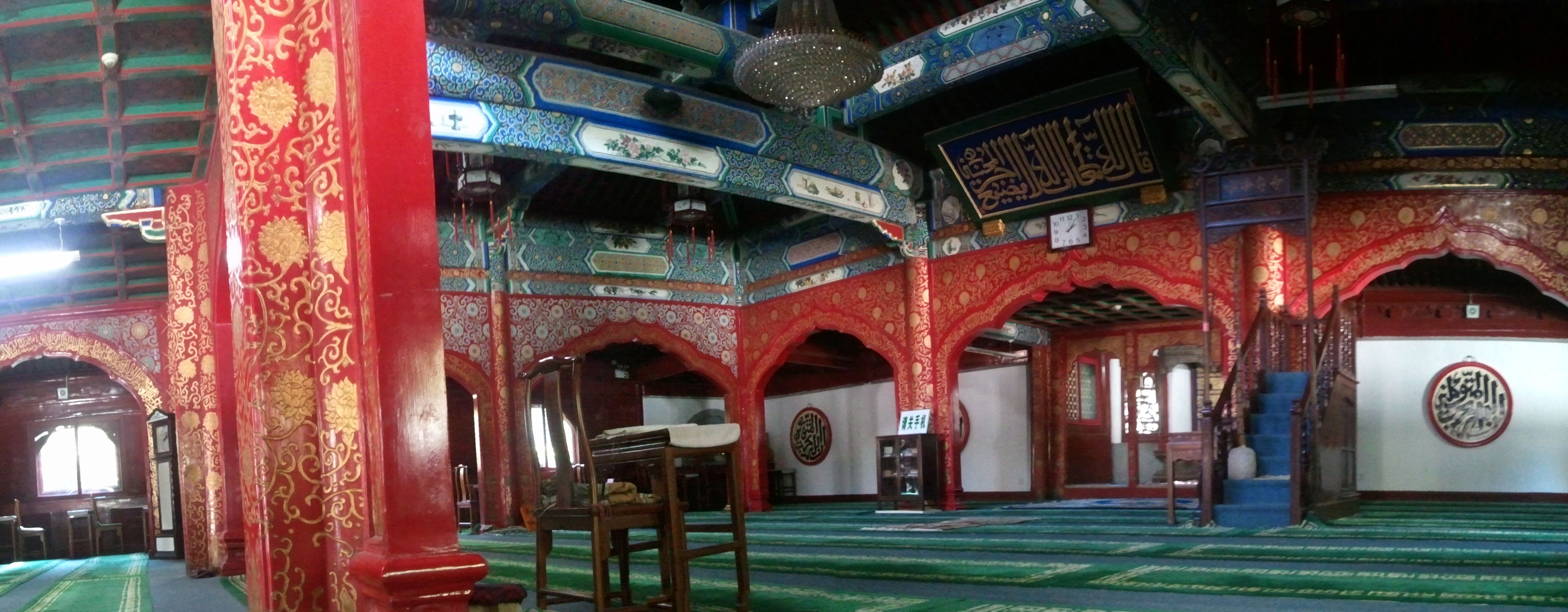
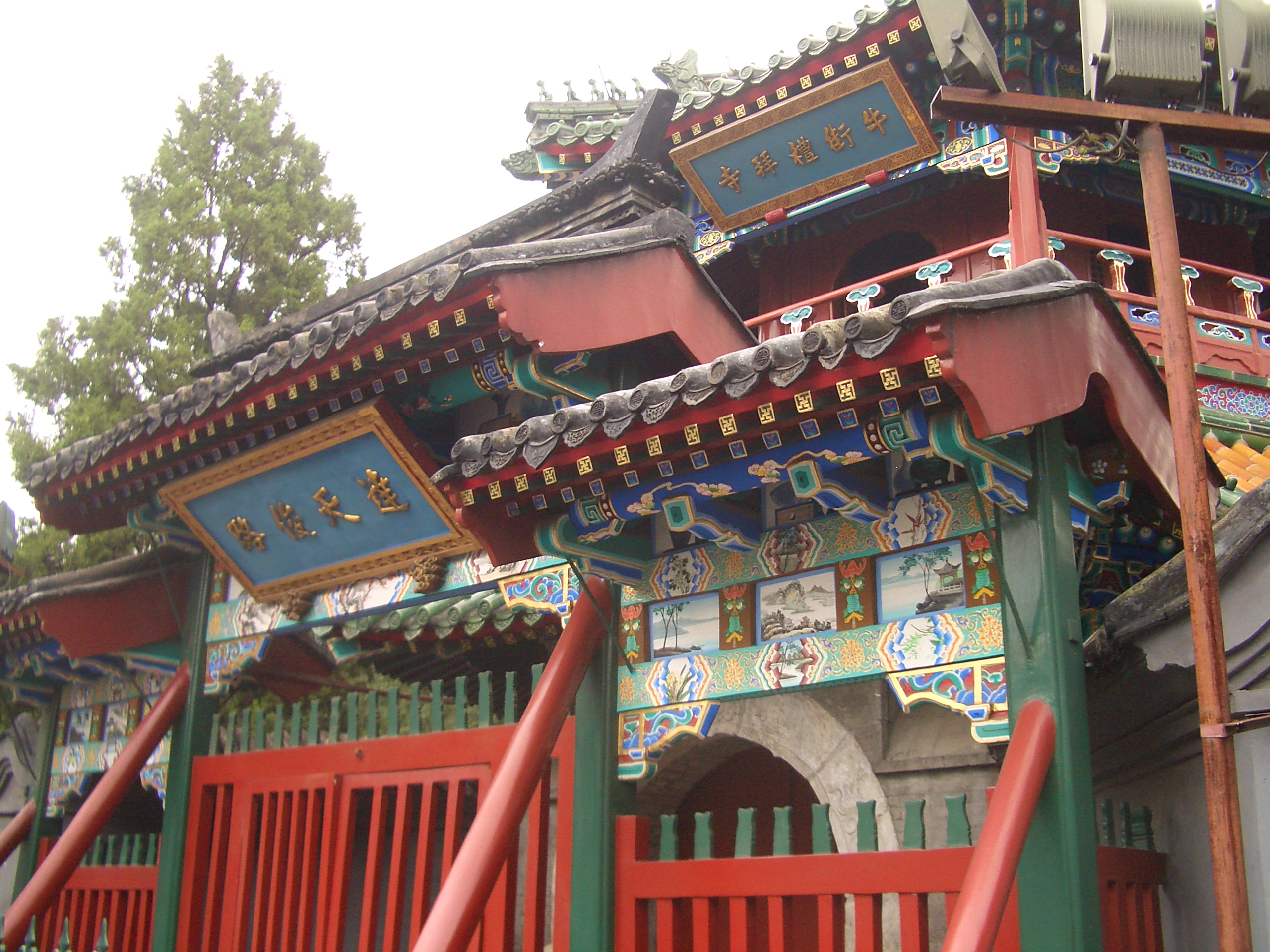
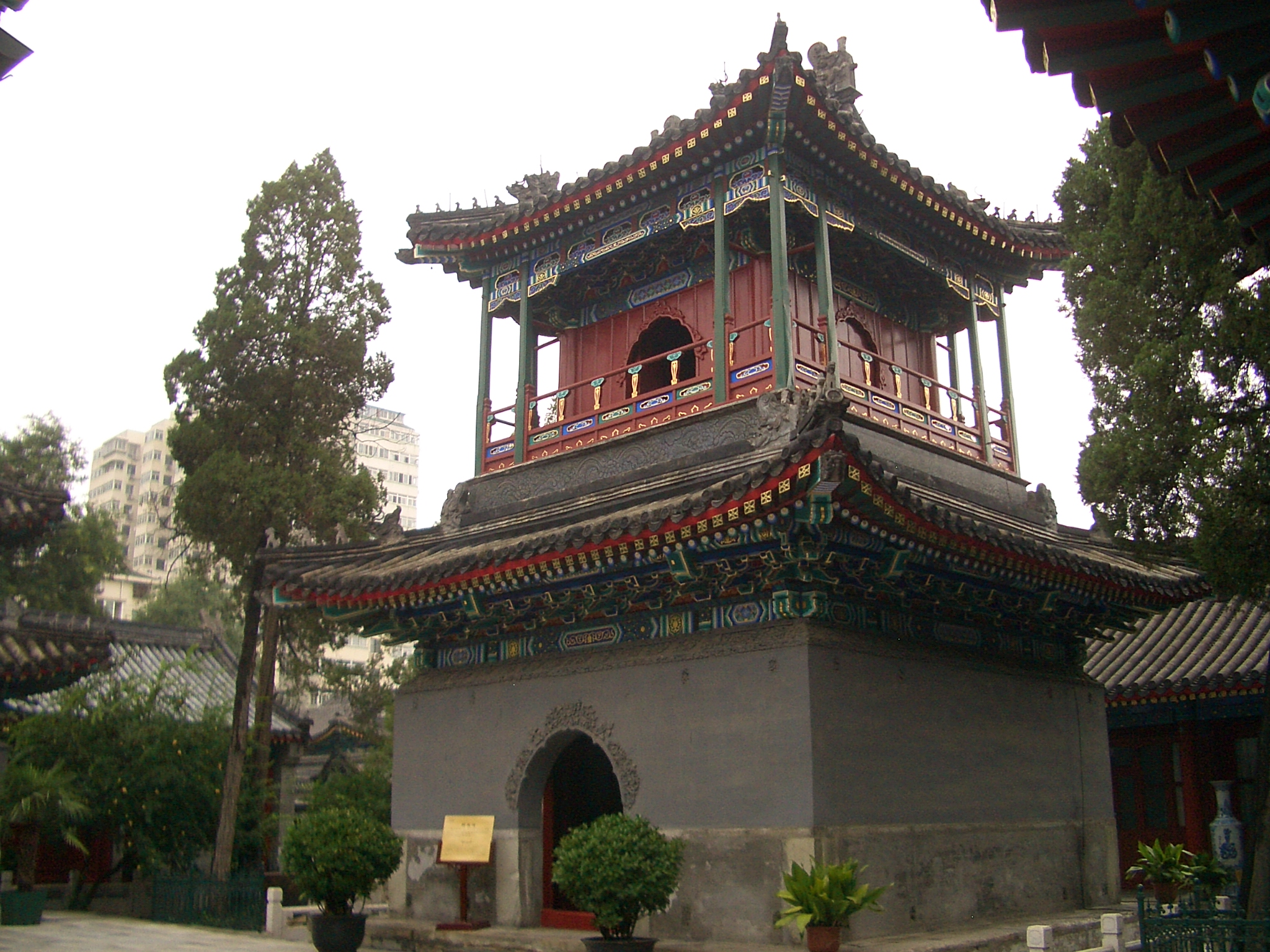